# Marin Florea Ionescu
Marin Florea Ionescu (n. 22 ianuarie 1899, Băneasa, România – d. 1967) a fost un activist ilegalist comunist, care a deținut funcțiile de secretar al Prezidului Marii Adunări Naționale (1948-1953), ambasador al României la Washington (1953-1955) și apoi la Varșovia (din 1955). Marin Florea Ionescu a devenit membru al Partidului Comunist din 1931, fără funcții.
Ca membru al Partidului Social Democrat Român, în preajma anului 1917 a organizat împreună cu alți colegi social-democrați și sindicaliști acțiuni revendicative în numele clasei muncitoare, fiind arestat și judecat de Curtea marțială din Bacău la o pedeapsă de 15 ani de muncă silnică la Închisoarea centrală de muncă silnică Târgu Ocna. Acesta a lucrat în regim de ocnă, unde a fost implicat în organizarea mai multor greve cu scopul obținerii unor condiții mai bune de muncă și viață, culminând cu greva din ianuarie 1921. Pentru această faptă a fost transferat la Închisoarea Doftana, iar după un an și jumătate a fost readus la Târgu Ocna.

## Biografie
În perioada 1948-1953 a îndeplinit funcția de secretar al Prezidiului Marii Adunări Naționale.

## Distincții
- Medalia „A cincea aniversare a Republicii Populare Române” (24 decembrie 1952) „pentru lupta și munca duse în vederea făuririi, consolidării și prosperării Republicii Populare Române”[5]
- Ordinul „23 August” clasa a III-a (12 august 1959) „pentru merite deosebite în opera de construire a socialismului”[6]
- Medalia „40 de ani de la înființarea Partidului Comunist din Romînia” (6 mai 1961) „pentru activitate îndelungată în mișcarea muncitorească și merite în opera de construire a socialismului”[7]
- Ordinul „23 August” clasa I (18 august 1964) „pentru merite deosebite în opera de construire a socialismului, cu prilejul celei de a XX-a aniversări a eliberării patriei”[8]
- Ordinul „Tudor Vladimirescu” clasa a II-a (30 aprilie 1966) „cu prilejul celei de-a 45-a aniversări de la înființarea Partidului Comunist din România, pentru îndelungată activitate în mișcarea muncitorească și merite deosebite în opera de construire a socialismului”[9]